# ‘Ayn Jannah
‘Ayn Jannah (arabiska: عين جنة) är en ort i Jordanien.   Den ligger i guvernementet Ajlun, i den norra delen av landet, 50 km norr om huvudstaden Amman. ‘Ayn Jannah ligger 871 meter över havet och antalet invånare är 9 586.
Terrängen runt ‘Ayn Jannah är huvudsakligen kuperad, men åt nordost är den platt. Terrängen runt ‘Ayn Jannah sluttar västerut. Runt ‘Ayn Jannah är det tätbefolkat, med 369 invånare per kvadratkilometer. Närmaste större samhälle är ‘Ajlūn, 1,0 km väster om ‘Ayn Jannah. Trakten runt ‘Ayn Jannah består till största delen av jordbruksmark.